# William Paterson (bankier)
William Paterson (ur. w kwietniu 1658 w Tinwald, Dumfries and Galloway, Szkocja, zm. 22 stycznia 1719 w Londynie) – szkocki kupiec i ekonomista.
Założyciel Banku Anglii (w 1694) i jeden z jego pierwszych dyrektorów. Wcześniej próbował zbudować szkocką kolonię handlową w Darién, która miała stać się zaczątkiem szkockiego imperium kolonialnego (było to jeszcze przed unią z roku 1707 między Szkocją a Anglią i powstaniem W. Brytanii). Pomysł został jednak storpedowany przez wrogość (najazd) Hiszpanów z Florydy i brak pomocy ze strony Londynu na którą bardzo liczono.

## Pisma
Około 22 anonimowo wydanych prac jest przypisywanych Patersonowi, najlepsze z nich to:
- Proposals and Reasons for Constitulating a Council of Trade (1701).
- A Proposal to plant a Colony in Darién to protect the Indians against Spain, and to open the Trade of South America to all Nations (1701).
- Wednesday Club Dialogues upon the Union (1706).